# 清里町駅
清里町駅（きよさとちょうえき）は、北海道斜里郡清里町水元町にある北海道旅客鉄道（JR北海道）釧網本線の駅である。駅番号はB69。事務管理コードは▲111614。

## 歴史

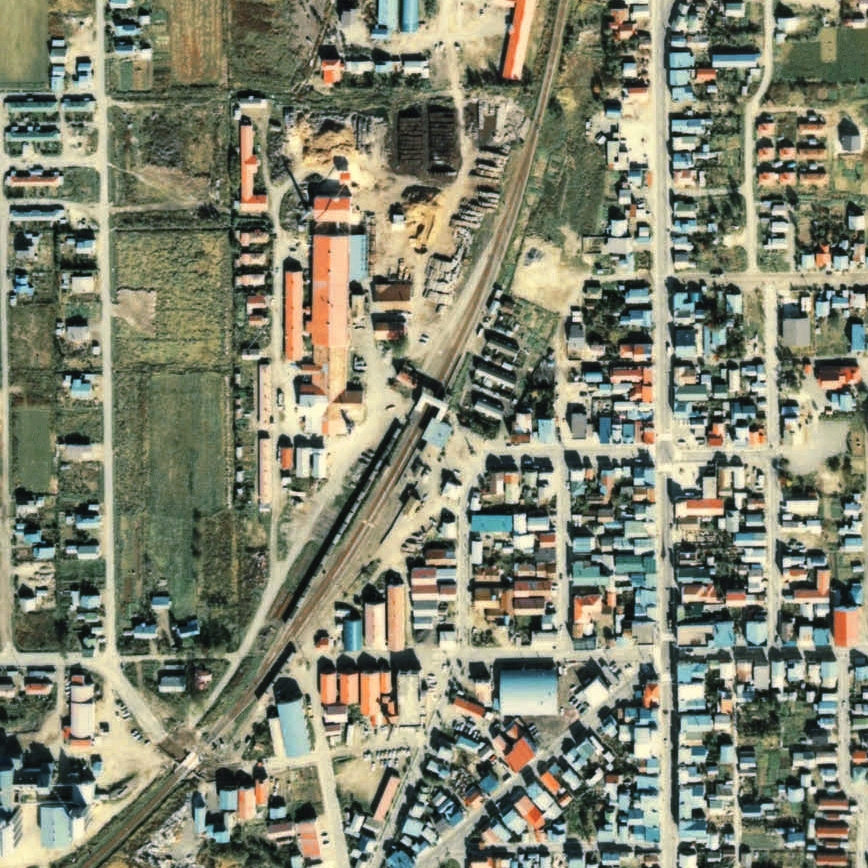
1977年の清里町駅と周囲約500m範囲。上が網走方面。若干ずれた形の相対式ホーム2面2線と駅裏側に副本線、北側のストックヤード前に引込み線、駅舎横釧路側の貨物ホームへ引込み線、そこから釧路側へ留置線が伸びる。駅舎はコンクリート製に改築されており、跨線橋を有している。かつては駅表の北側に見える空き地がストックヤードとして使用されていたが、駅裏側に集約されているのか、既に使用されなくなっている様である。
この後、貨物荷物取扱い廃止後に副本線など貨物線はすべて撤去されたが、網走側から相対側ホームの網走側端へ新たに保線車両用の引込み線が設けられた。

- 1929年（昭和4年）11月14日：国有鉄道の上斜里駅（かみしゃりえき）として開業[4][5]。一般駅[2]。
- 1956年（昭和31年）4月10日：前年8月1日の上斜里村の清里町への改名・町制施行を受け清里町駅に改称[4][5]。
- 1965年（昭和40年）8月1日：駅舎改築[6]。
- 1968年（昭和43年）9月30日：跨線橋新設[6]。
- 1983年（昭和58年）5月20日：貨物取扱い廃止[7]。
- 1984年（昭和59年）2月1日：荷物取扱い廃止[8]。
- 1986年（昭和61年）11月1日：駅員配置終了[9]。簡易委託化。
- 1987年（昭和62年）4月1日：国鉄分割民営化によりJR北海道に継承[2]。
- 1990年（平成2年）4月16日：簡易委託先をキヨスクに変更[10]。
- 1993年（平成5年）1月1日：キヨスク閉店により無人化。簡易委託先を駅前の商店に変更[10]。
  - 同年発行の『北海道630駅』には、このころに旧駅事務室に電気店兼レンタルビデオ店が入居していた旨が記されている[5]。
- 1996年（平成8年）3月：簡易委託廃止[10]、完全無人化。

### 駅名の由来
旧駅名、現駅名ともに所在自治体名より。現駅名は改名時点ですでに存在した小海線の清里駅と区別の為「清里町」としている。

## 駅構造
相対式ホーム2面2線をもつ地上駅で、2番のりばとは跨線橋で連絡する。かつては副本線および貨物ホームを有していた。知床斜里駅管理の無人駅である。

### のりば
| 番線 | 路線      | 方向 | 行先           |
| ---- | --------- | ---- | -------------- |
| 1    | ■釧網本線 | 下り | 釧路方面       |
| 2    | ■釧網本線 | 上り | 網走・北見方面 |

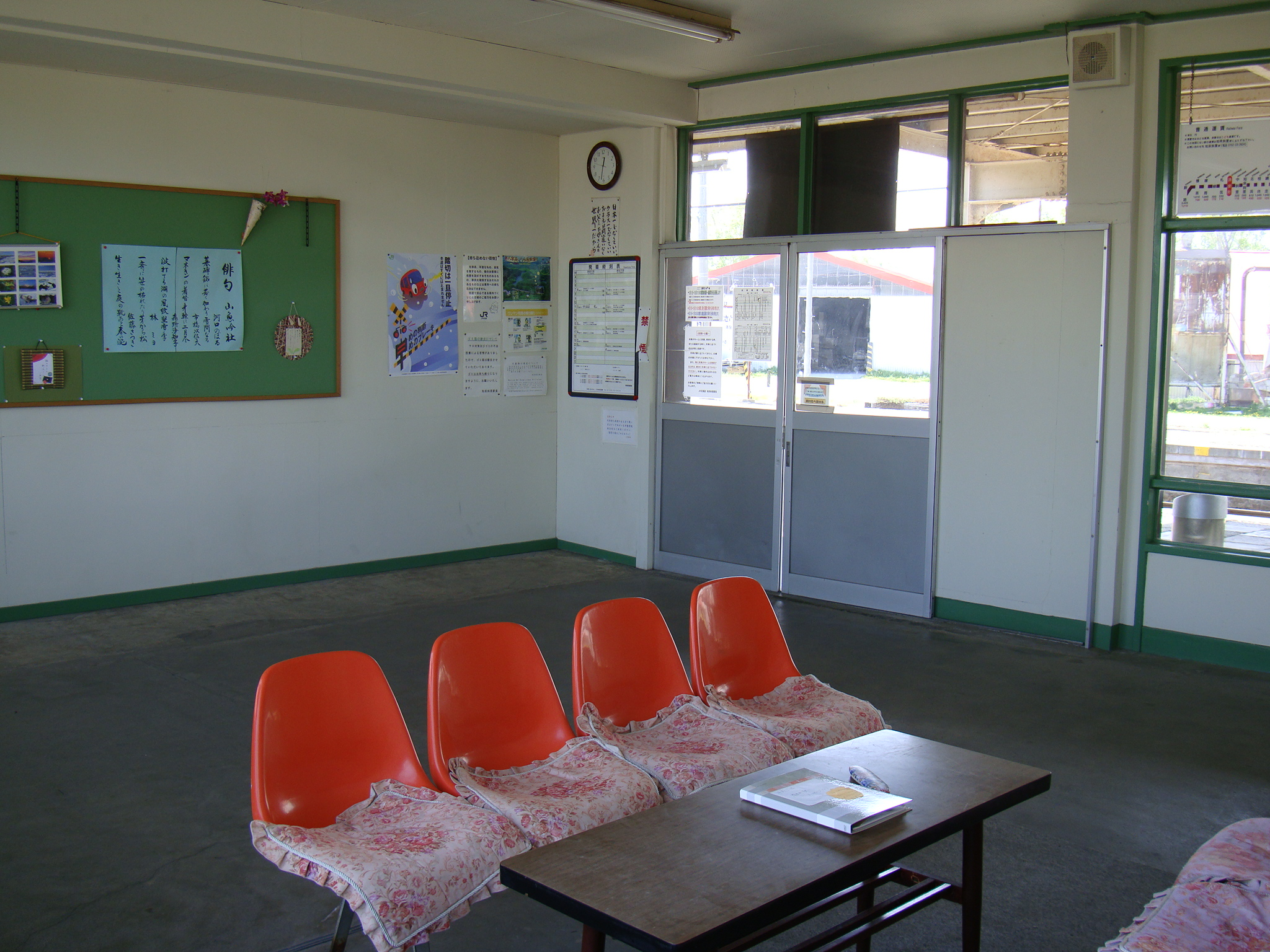
待合室 かつての窓口は壁で塞がれている（2009年5月）
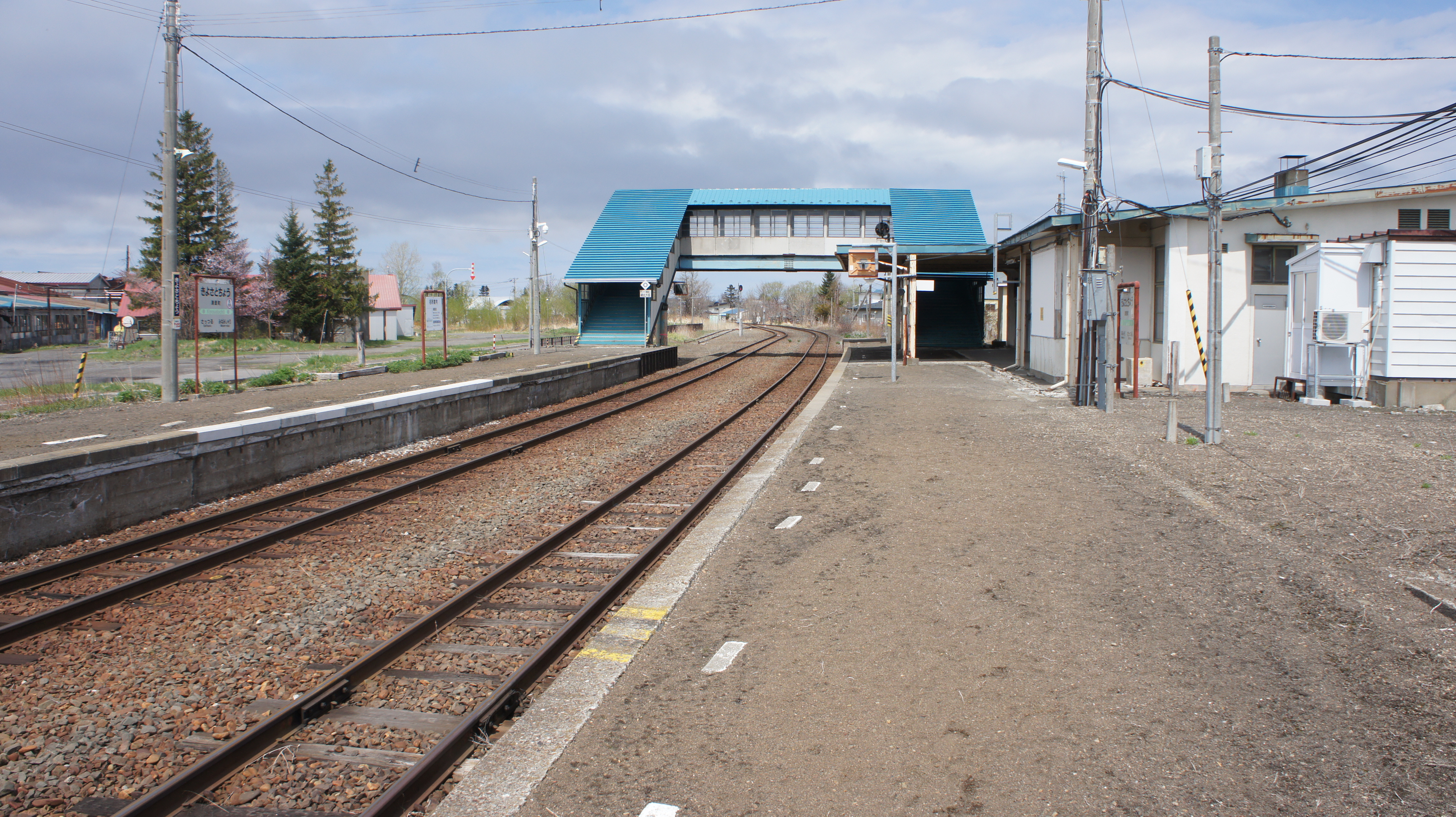
ホーム（2018年5月）
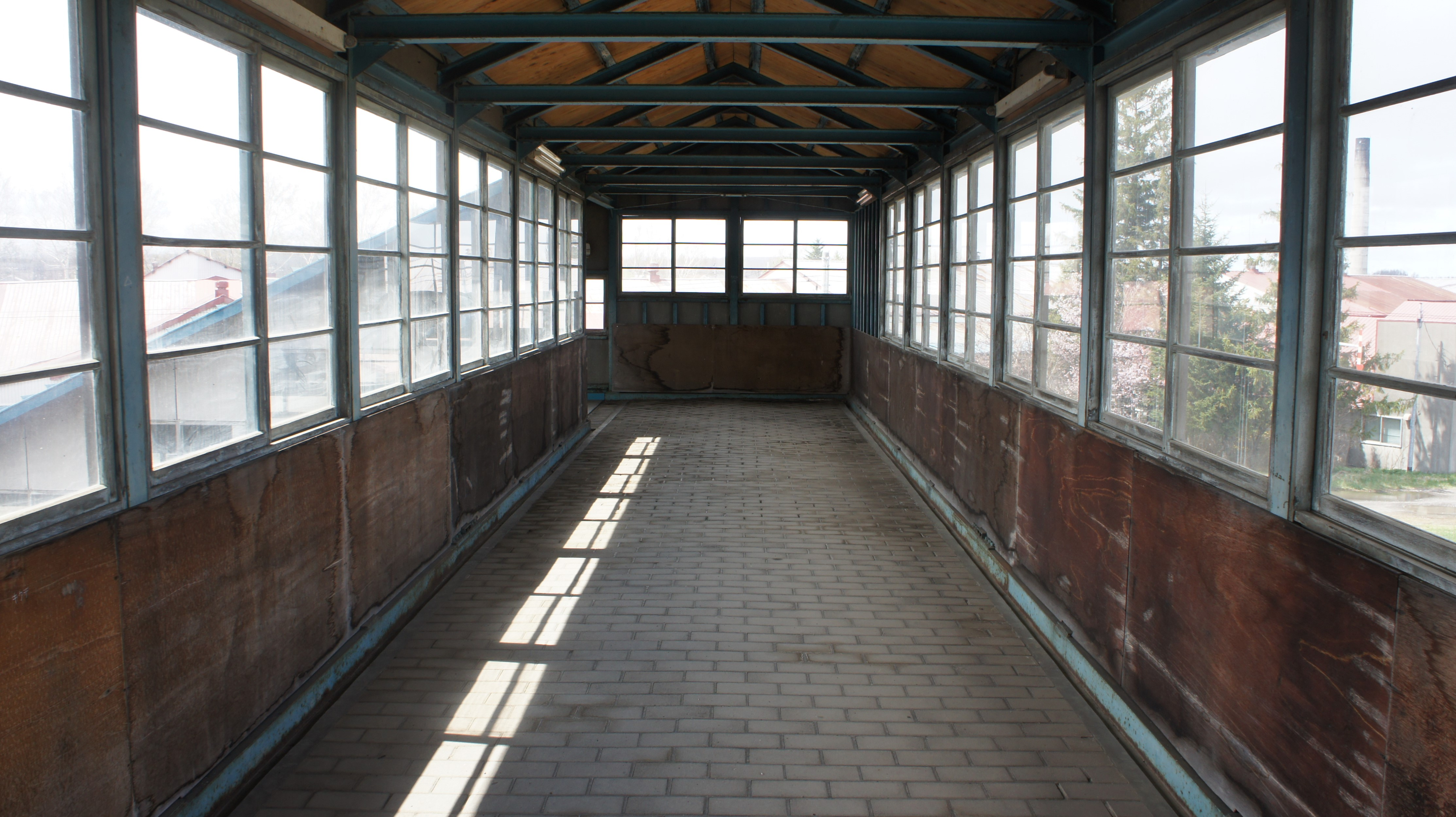
跨線橋（2018年5月）
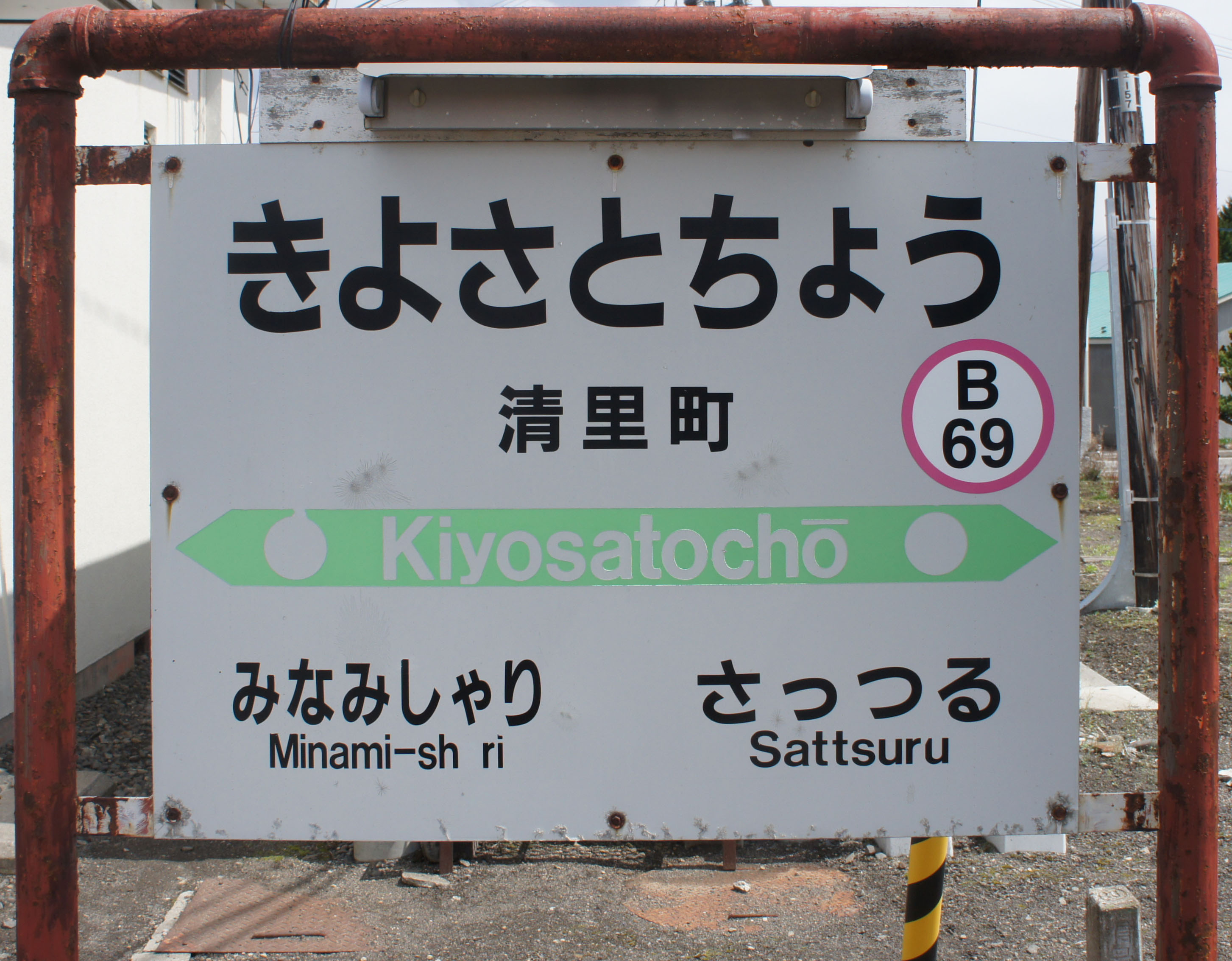
駅名標（2018年5月）

## 利用状況
乗車人員の推移は以下のとおり。年間の値のみ判明している年については、当該年度の日数で除した値を括弧書き1日平均欄に示す。なお「JR調査」については、当該の年度を最終年とする過去5年間の各調査日における平均である。
| 年度               | 乗車人員 | 乗車人員 | 乗車人員 | 出典       | 備考                |
| 年度               | 年間     | 1日平均  | JR調査   | 出典       | 備考                |
| ------------------ | -------- | -------- | -------- | ---------- | ------------------- |
| 1960年（昭和35年） | 170,874  | (468.1)  |          | [ 6 ]      |                     |
| 1965年（昭和40年） | 199,116  | (545.5)  |          | [ 6 ]      |                     |
| 1970年（昭和45年） | 149,169  | (408.7)  |          | [ 6 ]      |                     |
| 1975年（昭和50年） | 157,002  | (429.0)  |          | [ 6 ]      |                     |
| 1978年（昭和53年） |          | 425      |          | [ 13 ]     |                     |
| 2011年（平成23年） |          | (47)     |          | [ 14 ]     | 1日平均乗降人員94人 |
| 2012年（平成24年） |          | (44)     |          | [ 14 ]     | 1日平均乗降人員88人 |
| 2013年（平成25年） |          | (44)     |          | [ 14 ]     | 1日平均乗降人員88人 |
| 2014年（平成26年） |          | (48)     |          | [ 14 ]     | 1日平均乗降人員96人 |
| 2016年（平成28年） |          |          | 50.6     | [ JR北 1 ] |                     |
| 2017年（平成29年） |          |          | 46.6     | [ JR北 2 ] |                     |
| 2018年（平成30年） |          |          | 42.8     | [ JR北 3 ] |                     |
| 2019年（令和元年） |          |          | 40.4     | [ JR北 4 ] |                     |
| 2020年（令和02年） |          |          | 39.6     | [ JR北 5 ] |                     |
| 2021年（令和03年） |          |          | 39.4     | [ JR北 6 ] |                     |
| 2022年（令和04年） |          |          | 35.4     | [ JR北 7 ] |                     |
| 2023年（令和05年） |          |          | 38.2     | [ JR北 8 ] |                     |

## 駅周辺
清里町の中心駅。駅前は閑散としているが、北海道道1115号沿いを中心に施設が揃い、観光案内所も駅前通りである北海道道857号・北海道道946号と北海道道1115号の交差点付近に位置する。駅横には日本通運清里営業所があり、鉄道コンテナが積まれるなど貨物取扱駅の面影が残っている。
- 清里町役場
- 斜里警察署清里駐在所
- 清里郵便局
- 網走信用金庫清里支店
- 清里町農業協同組合（JA清里町）
- 清里温泉

## 隣の駅
北海道旅客鉄道（JR北海道）
■釧網本線
中斜里駅 (B71) - *南斜里駅 (B70) - 清里町駅 (B69) - 札弦駅 (B68)
*打消線は廃駅

### JR北海道
1. ↑  「釧網線（東釧路・網走間）」（PDF）『線区データ（当社単独では維持することが困難な線区）』、北海道旅客鉄道、2017年12月8日。オリジナルの2017年12月9日時点におけるアーカイブ。2017年12月10日閲覧。
2. ↑  「釧網線（東釧路・網走間）」（PDF）『線区データ（当社単独では維持することが困難な線区）(地域交通を持続的に維持するために)』、北海道旅客鉄道株式会社、3頁、2018年7月2日。オリジナルの2018年8月19日時点におけるアーカイブ。2018年8月19日閲覧。
3. ↑  “釧網線（東釧路・網走間）” (PDF). 線区データ（当社単独では維持することが困難な線区）(地域交通を持続的に維持するために).   北海道旅客鉄道. p. 3 (2019年10月18日). 2019年10月18日時点のオリジナルよりアーカイブ。2019年10月18日閲覧。
4. ↑  “釧網線（東釧路・網走間）” (PDF). 地域交通を持続的に維持するために > 輸送密度200人以上2,000人未満の線区（「黄色」8線区）.   北海道旅客鉄道. p. 3 (2020年10月30日). 2020年11月2日時点のオリジナルよりアーカイブ。2020年11月2日閲覧。
5. ↑  “駅別乗車人員  特定日調査（平日）に基づく”.   北海道旅客鉄道. 2022年8月3日時点のオリジナルよりアーカイブ。2022年8月14日閲覧。
6. ↑  “駅別乗車人員  特定日調査（平日）に基づく”.   北海道旅客鉄道. 2022年9月3日時点のオリジナルよりアーカイブ。2022年9月3日閲覧。
7. ↑  “駅別乗車人員  特定日調査（平日）に基づく”.   北海道旅客鉄道. 2023年11月10日時点のオリジナルよりアーカイブ。2023年11月10日閲覧。
8. ↑  “駅別乗車人員  特定日調査（平日）に基づく”.   北海道旅客鉄道 (2024年). 2024年9月9日時点のオリジナルよりアーカイブ。2024年9月9日閲覧。